# ピアノ協奏曲第1番 (ベートーヴェン)
ピアノ協奏曲第1番（ピアノきょうそうきょくだいいちばん）ハ長調作品15は、ルートヴィヒ・ヴァン・ベートーヴェンが遺したピアノ協奏曲の一つ。

## 概要
1795年3月に初稿が完成し、初演は同月29日にウィーンのブルク劇場に於いて、作曲者自身のピアノ独奏とサリエリの指揮により初演された模様。その後当楽曲は改訂されることになり、交響曲第1番が初演された1800年4月2日の演奏会に於いてその改訂された当楽曲が併せて披露され、翌1801年、更に手が加えられた上で出版するに至った。なお、ハイドンの下で学ぶべくボンからウィーンに居を移したのが1792年、交響曲第1番を発表したのが1800年である。
ボンに居住していた頃からウィーンに引っ越して間もない時期にかけてベートーヴェンは都合3曲のピアノ協奏曲を作曲している。ボン時代からウィーン時代にかけて作曲され、後に「ピアノ協奏曲第2番」となる”2つ目のピアノ協奏曲”の後に当楽曲（”3つ目のピアノ協奏曲”）は完成されているが、出版に際しては逆に当楽曲が第2番より先に出版されたことから、「ピアノ協奏曲第1番」として世に送り出される結果となった。

## 楽器編成
フルート1、オーボエ2、クラリネット2、ファゴット2、ホルン2、トランペット2、ティンパニ、弦五部

## 曲の構成
3楽章からなる。全曲で約35分。
第1楽章 Allegro con brio ハ長調 4/4拍子
協奏的ソナタ形式。ピアノソナタ第21番「ヴァルトシュタイン」にもつながる明朗快活な楽章。主題は溌剌としたC音の連打と上昇音階。
モーツァルトの影響が強いものの、中間部で遠隔調の変ホ長調を採用する点にロマン的な萌芽が認められる。しかしカデンツァは作者のもの（3曲残され、1曲は未完成）、カール・ライネッケのものもあるが、いずれも第3番と同様に奏者に任せる伝統的な形になっている。本来演奏者の自由であるカデンツァにまで作曲者の強い意思を貫くのは第5番「皇帝」においてである。
再現部の前のピアノの独奏移行部は非常に演奏が困難であるが、演奏の際には多くの場合、右手のみのオクターヴでのグリッサンドで演奏される。
172小節目右手3拍めのf6#は自筆譜では#が書かれておらずf6となっているが、意図して当時のピアノの音域に合わせたものか単純な書き損じなのかは不明である。ただし、再現部のフレーズと照らし合わせて#で演奏した方が調性的にも自然なため初版からf6#で記譜されている。アンドラーシュ・シフの様にf6で弾くべきと主張する演奏家もいる。
第2楽章 Largo 変イ長調 4/4拍子
三部形式。落ち着いた緩徐楽章。随所にピアノの華麗な音階進行を取り入れている。フルートとオーボエが休みで、クラリネットが活躍する。
第3楽章 Rondo Allegro ハ長調 2/4拍子
ロンドソナタ形式。楽しげなロンド。独奏と管弦楽との掛け合いがにぎやかな演出をしている。ベートーヴェン自身の作曲したカデンツァが第457小節、第485小節に置かれているが、2番目のものは大半で演奏されない。
最後のベートーヴェン特有のティンパニの連打は史上最初の打楽器ソロの難解なパッセージである。